# Сокириха
Соки́риха — село в Україні, у Лохвицькій міській громаді Миргородського району Полтавської області. Населення становить 72 осіб. Колишній орган місцевого самоврядування — Безсалівська сільська рада.

## Географія
Село Сокириха знаходиться за 2,5 км від правого берега річки Лохвиця, на відстані 1 км розташовані села Вишеньки та Озерне. По селу протікає пересихаючий струмок з загатою.

## Історія
12 червня 2020 року, відповідно до розпорядження Кабінету Міністрів України № 721-р «Про визначення адміністративних центрів та затвердження територій територіальних громад Полтавської області», село увійшло до складу Лохвицької міської громади.
19 липня 2020 року, в результаті адміністративно - територіальної реформи та ліквідації Лохвицького району, село увійшло до складу новоутвореного Миргородського району Полтавської області.

## Відомі люди
Уродженцем села є Панченко Олександр Іванович — громадський діяч та публіцист.